# Борис Годунов (трагедия)
«Бори́с Годуно́в» («Драматическая повесть, Комедия o настоящей беде Московскому государству, o царе Борисе и о Гришке Отрепьеве») — историческая драма русского поэта Александра Сергеевича Пушкина, созданная в 1825 году во время ссылки в Михайловское.

## История создания произведения
«Борис Годунов» был написан под влиянием чтения «Истории государства Российского», и посвящён периоду царствования Бориса Годунова с 1598 года по 1605 год и вторжению Лжедмитрия I. На встрече с императором Николаем I (которая положила конец ссылке) Пушкин читал ему отрывки из «Бориса Годунова».
Драма написана в подражание историческим хроникам Шекспира — преимущественно белым стихом с несколькими прозаическими сценами. Послужила протекстом ряда произведений не только русской литературы, но и европейской (в искусстве постмодерна образ Бориса не раз обыгрывается у Роб-Грийе).
Полностью пьеса была впервые опубликована (с цензурными сокращениями) в конце декабря 1830 года с датой издания 1831 год, но поставлена на сцене только в 1866 году. Причиной тому — предполагаемая несценичность произведения. Но главное — до 1866 трагедия была запрещена для представления на сцене. С цензурными изъятиями и сокращениями была поставлена впервые 17 сентября 1870 года на сцене Мариинского театра артистами Александринского театра.
Трагедия ознаменовала полный отход Пушкина от романтизма с его героикой к реалистическому воплощению образов персонажей. Тем не менее, в письме к П. А. Вяземскому от 13 июля 1825 года из Михайловского в Царское Село Пушкин называет своё произведение «романтической трагедией», как предполагает И. Семенко, «прежде всего за свободу изобретения, решительное ниспровержение канонов классической драматургии».
Пушкин использовал для сюжета версию об убийстве царевича Дмитрия по приказу Бориса Годунова, которая оспаривается, см. Угличское дело.
По мнению С. Бонди главным героем трагедии «Борис Годунов» является народ, Бонди писал: «О народе, его мнении, его любви и ненависти, от которых зависит судьба государства, все время говорят действующие лица пьесы».
Одна из основных тем, поднимаемых в трагедии, — власть и человек. Проблема искушения властью обрисовывается на примере Бориса Годунова, Григория Отрепьева, князя Шуйского, Петра Басманова, Марины Мнишек.

## Содержание
- 1598 год. После смерти царя Фёдора Иоанновича народ умоляет его шурина Бориса, затворившегося в монастыре, принять корону. Тот не сразу, но соглашается. На фоне этого происходит диалог князей Шуйского и Воротынского.
- 1603 год. Чудов монастырь. Келейник Гришка Отрепьев узнаёт от своего старца Пимена подробности убийства царевича Дмитрия Угличского и сбегает, планируя выдать себя за последнего. В Кремле узнают о нём и объявляют розыск. Отрепьев пытается перейти литовскую границу, перед этим его чуть не ловят в корчме. В доме боярина Шуйского последний вместе с другим боярином, Афанасием Пушкиным, зачитывают письмо о появлении чудесно спасшегося царевича, после чего Шуйский отправляется с известием к царю. Борис Годунов в ужасе от известия мучается совестью и угрозами допытывается от Шуйского, действительно ли царевич умер. В Кракове в доме Вишневецкого Самозванец начинает собирать свиту. Затем в замке воеводы Мнишека в Самборе он ухаживает за дочерью хозяина Мариной и даже признаётся ей, что он — всего лишь беглый инок. Для Марины же оказывается важным лишь то, возведёт ли её Лжедмитрий на московский трон.
- 1604 год. Войско Самозванца переходит границу. В Кремле на совете Патриарх подаёт совет перенести мощи царевича Дмитрия из Углича в Москву: открылось, что Димитрий святой и чудотворец, и выставление мощей для общего почитания поможет обличить в Лжедмитрии самозванца. Однако Шуйский, видя смятение Бориса, витиевато отклоняет это предложение.
- В декабре близ Новгорода-Северского происходит битва, где войска Годунова проигрывают. На Соборной площади юродивый обвиняет Бориса в убийстве. В Севске Лжедмитрий допрашивает пленного дворянина, вскоре после этого его войско будет разбито. В Москве царь Борис внезапно умирает, успев благословить сына Фёдора на царство. Гаврила Пушкин подталкивает основного из воевод Годунова, обласканного царём, но безродного Басманова, на измену. Затем на Лобном месте Гаврила Пушкин провозглашает власть Лжедмитрия и провоцирует на бунт против детей Годунова. Бояре входят в дом, где заточены царь Фёдор с сестрой и их мать, и душат их. Боярин Мосальский объявляет народу (последние слова трагедии): «Народ! Мария Годунова и сын её Феодор отравили себя ядом. Мы видели их мёртвые трупы. (пауза) Что ж вы молчите? кричите: да здравствует царь Димитрий Иванович!». Пьеса заканчивается авторской ремаркой «Народ безмолвствует»[4].

## Действующие лица
| - князь Шуйский, Василий Иванович - князь Воротынский, Иван Михайлович - думный дьяк Щелкалов, Андрей Яковлевич - царь Борис Годунов - монах-летописец Пимен - Гришка Отрепьев - патриарх (Иов) - игумен Чудова монастыря (Пафнутий) - Мисаил и Варлаам, бродяги-чернецы - хозяйка корчмы на литовской границе, приставы - Пушкин, Афанасий Михайлович - царевна Ксения Годунова - царевич Фёдор Годунов - Годунов, Семён Никитич | - pater Черниковский (польский иезуит Николай Черниковский) - Пушкин, Гавриил Григорьевич - князь Курбский, Дмитрий Андреевич, шляхтич Собаньский, Хрущов, донской казак Иван Карела, поэт - Мнишек, Ежи, польский воевода - Мнишек, Марина, дочь польского воеводы, молодая девушка - князь Вишневецкий, Адам Александрович - польские дамы и кавалеры - Басманов, Пётр Фёдорович - капитаны Маржерет, Вальтер Розен - юродивый Николка Железный Колпак - Рожнов, московский дворянин (пленник) - бояре Голицын и Мосальский, Молчанов и Шерефединов - народ - прочие бояре - стрельцы |

## Значение произведения
В 1869 году Модестом Мусоргским на текст драмы была написана одноимённая опера.
Среди последующих драматургов, пытавшихся пойти по стопам Пушкина, следует особенно отметить А. К. Толстого. В своей исторической трилогии («Смерть Иоанна Грозного» (1865), «Царь Фёдор Иоаннович» (1868) и «Царь Борис» (1870])) Толстой как бы повторяет основное противопоставление бояр, возглавляемых Бельскими, Шуйскими, Мстиславскими, безродному выскочке — Годунову.

## Иллюстрации Бориса Зворыкина к «Борису Годунову»

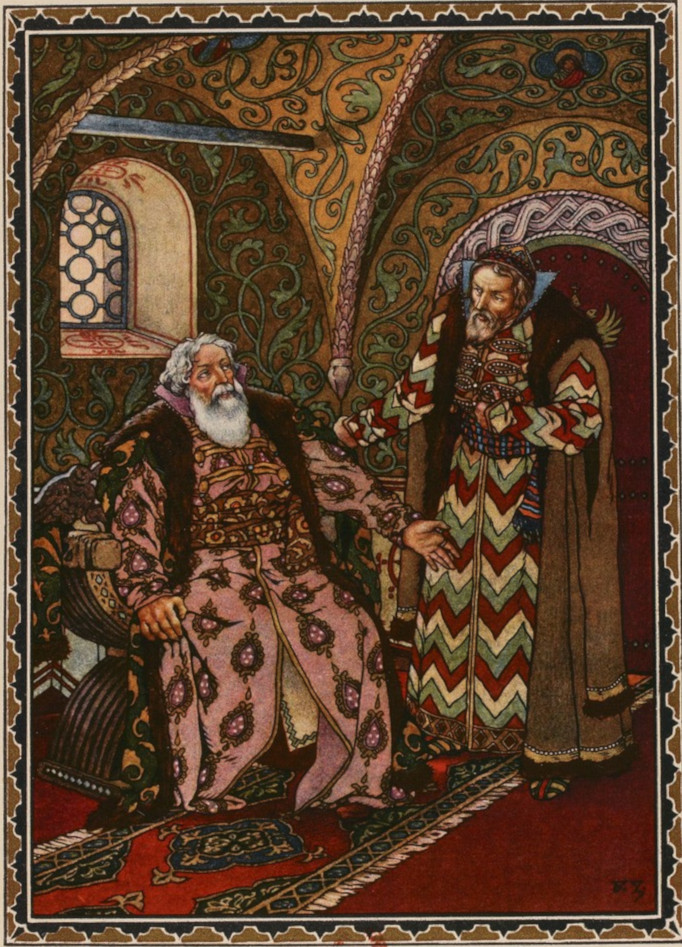
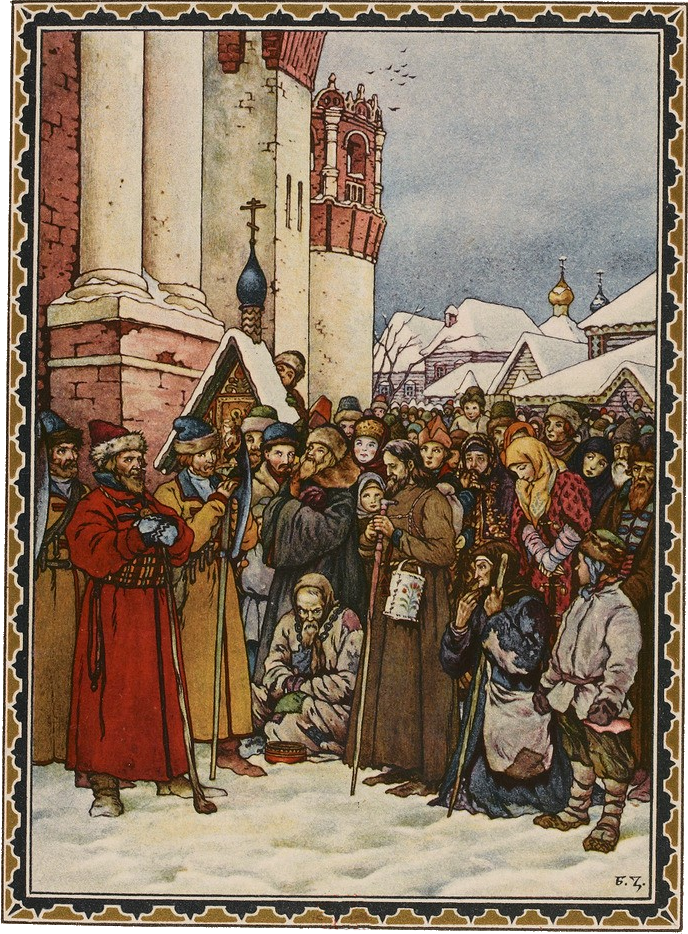
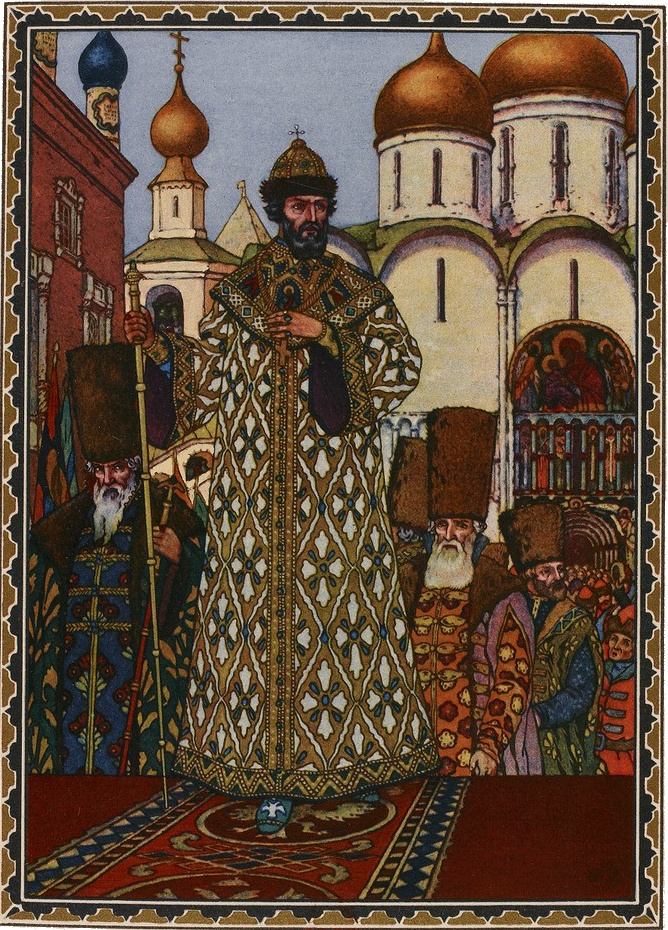
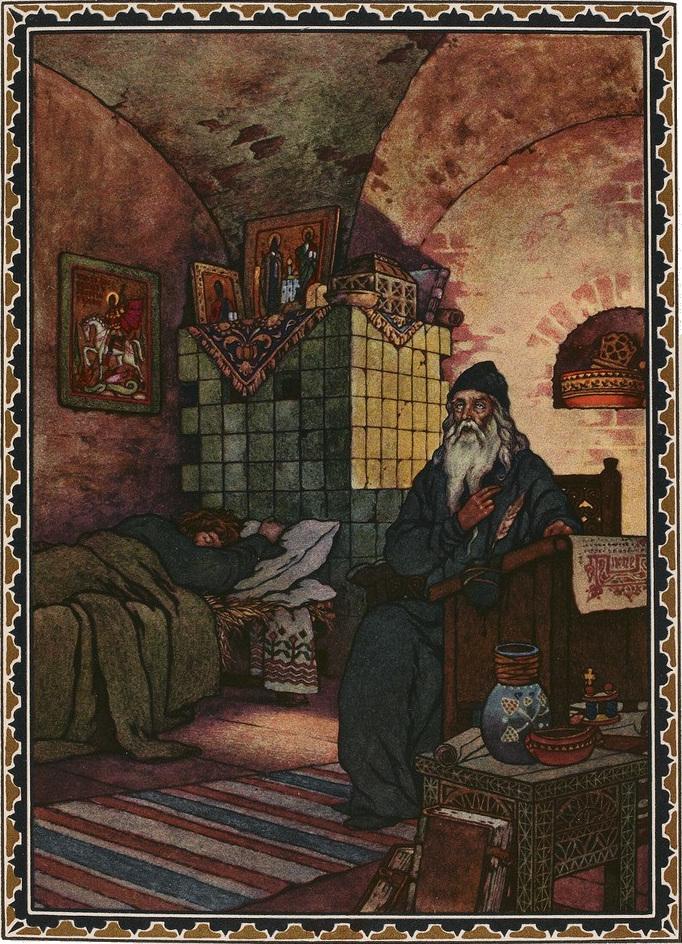
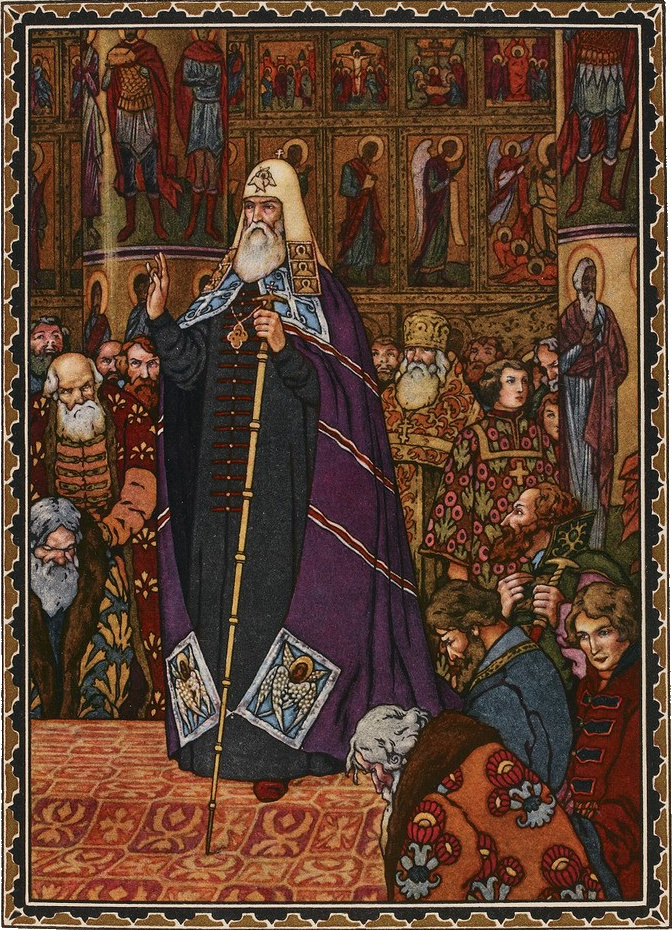
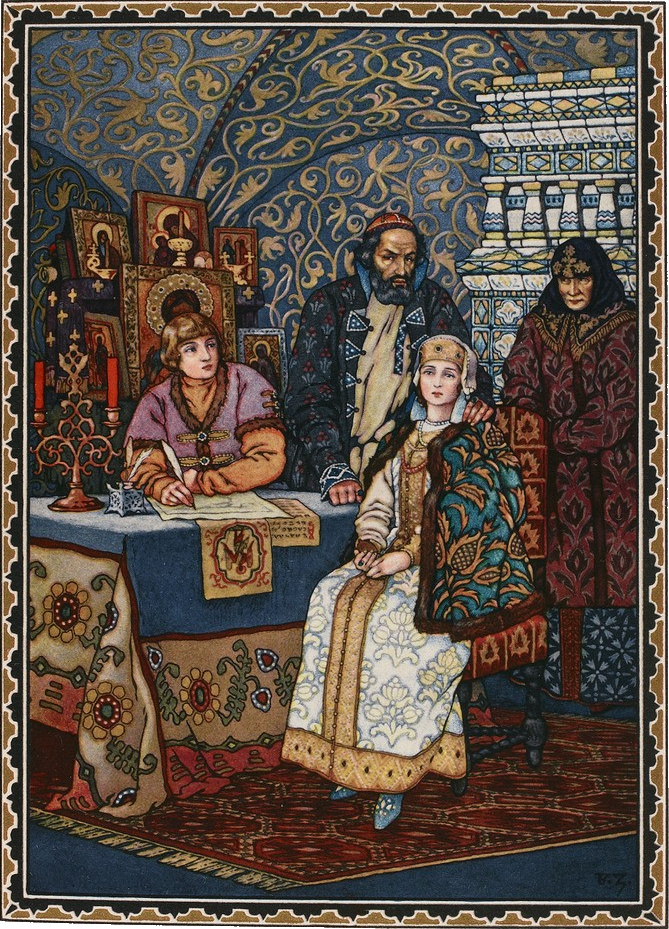
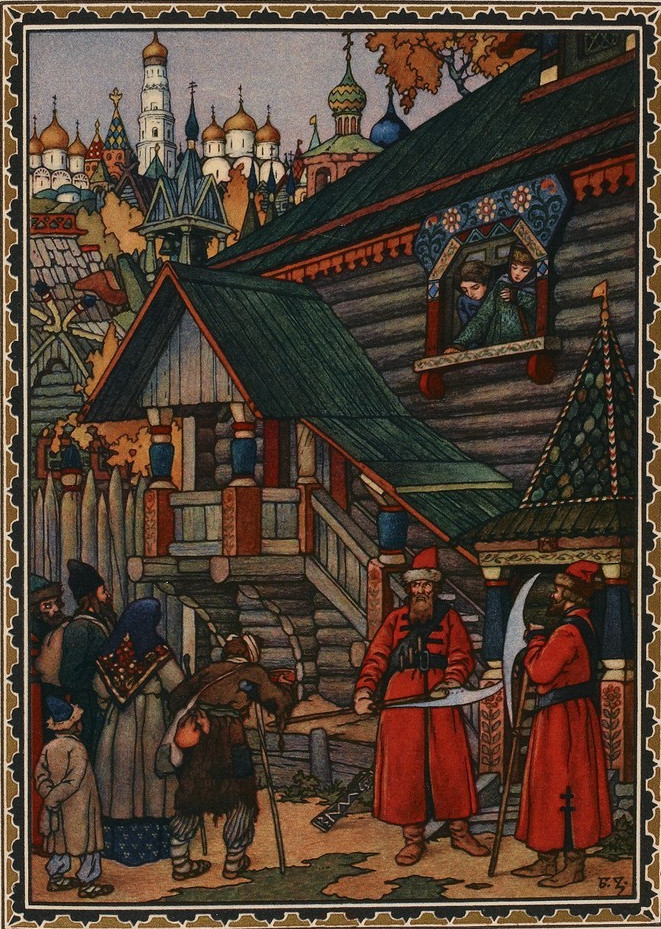

## Постановки
- 17 сентября 1870 — самая первая постановка на сцене Мариинского театра артистами Александринского театра (реж. Александр Яблочкин, декорации Матвея Шишкова; Борис — Леонид Леонидов, Лжедимитрий — Василий Самойлов, Пимен — Пётр Григорьев, Марина Мнишек — Елена Струйская, Шуйский — Петр Зубров).
- 19 ноября 1880 — в той же редакции первая постановка в Москве в Малом театре (реж. Сергей Черневский; Борис — Николай Вильде, Лжедимитрий — Александр Ленский, Пимен — Иван Самарин, Марина Мнишек — Мария Ермолова, Шуйский — Осип Правдин, Басманов — Михаил Лентовский).
- 14 октября 1899 — Малый театр (Борис — Фёдор Горев, Лжедимитрий — Александр Южин, Пимен — Рябов, Варлаам — Владимир Макшеев, Мисаил — Михаил Садовский, Хозяйка корчмы — Ольга Садовская, Юродивый — Николай Музиль).
- 10 октября 1907 — МХТ впервые в наиболее полной редакции (22 из 24 сцен трагедии) (реж. Владимир Немирович-Данченко и Лужский, худ. Виктор Симов; Борис — Александр Вишневский, Лжедимитрий — Москвин, Пимен — Качалов, Марина Мнишек — Германова, Шуйский — Лужский, Варлаам — Илья Уралов).
- 13 февраля 1905 — общедоступный театр Лиговского народного дома. Петербург (реж. П. Гайдебуров)
- 1908 — Александринский театр — два эпизодических спектакля в пользу сооружения памятника Пушкину в Петербурге (Борис — Ге, Лжедимитрий — Ходотов, Шуйский — К. Яковлев, Варлаам — Давыдов, Мисаил — Варламов).

До революции 1917 года в провинциальных театрах трагедия ставилась крайне редко (иногда ставились отрывки-сцены к юбилейным датам). Известны лишь постановки:
18 ноября 1871 — Казань, антреприза Медведева, бенефис Давыдова, исполнявшего роль Лжедимитрия.
1899 — Петинский (Воронежская губерния) деревенский театр Бунакова.
- 13 ноября 1934 — Ленинградский театр драмы им. Пушкина (реж. Сушкевич, худ. Руди; Борис — Симонов, Лжедимитрий — Бабочкин, Пимен — Яков Малютин, Марина — Евгения Вольф-Израэль, Варлаам — Николай Черкасов), там же (1949; реж. Леонид Вивьен, худ. Попов)
- 1937 — Малый театр (реж. Хохлов, худ. Щуко; Борис — Ленин, Лжедимитрий — Анненков, Пимен — Подгорный, Марина Мнишек — Гоголева, Шуйский — Яковлев, Варлаам — Зражевский, Юродивый — Лебедев)
- 1937 — колхозно-совхозный театр Леноблисполкома (реж. Гайдебуров).
- 1937 (к столетию смерти Пушкина): Оренбургский, Воронежский, Смоленский, Новосибирский театр «Красный факел», Орехово-Зуевский, Свердловский, Рязанский, Краснодарский, Башкирский академический театр (Уфа), Таджикский театр имени Лахути (Сталинабад), Коми драм. театр (Сыктывкар) и мн. др.
- 1938 — Ленинградский Новый театр юных зрителей (реж. Зон и Сойникова, худ. Григорьев)
- 1949 — Театр им. Франко, Киев (Борис — Юрий Шумский, Марина — Наталия Ужвий).
- 1957 — Театр им. Руставели (Тбилиси), Центральный детский театр (Москва).
- 1982 — Театр на Таганке. Спектакль был запрещён. Возобновлён в 1988 г.
- 1986 — Театр «На досках», Москва (реж. Сергей Кургинян)
- 2014 — «Ленком», Москва (реж. Константин Богомолов).
- 2015 — «Et Cetera», Москва (реж. Петер Штайн)

С чтением отрывков из трагедии неоднократно выступал по радио и на эстраде В. И. Качалов.

## Экранизации
Фильмы
- Борис Годунов (фильм, 1907); режиссёр И. Шувалов. Фильм не сохранился
- Борис Годунов (фильм, 1986); режиссёр Сергей Бондарчук
- Борис Годунов (фильм, 1987); режиссёр Борис Небиеридзе.
- Борис Годунов (фильм, 2011); режиссёр Владимир Мирзоев.

Телеспектали
- 1970 — Борис Годунов (сцены из трагедии) — телеспектакль. Режиссёр Анатолий Эфрос
- 1999 — видеозапись спектакля Театра на Таганке. Режиссёр Юрий Любимов, дирижёр — Валерий Гергиев.

Экранизации оперы
- 1955 — Борис Годунов (фильм, 1954); режиссёр В. Строева
- 1980 — Борис Годунов/Boris Godounov (ТВ) (Франция) Режиссёр Дирк Сандерс[фр.]. Руджеро Раймонди — Борис; Виорика Кортес — Марина
- 1987 — Борис Годунов (ТВ) (Великобритания, СССР). Режиссёр Дерек Бэйли.
- 1989 — Борис Годунов (фильм, 1989); режиссёр А. Жулавский, дирижёр М. Ростропович; Р. Раймонди — Борис, Г. Вишневская — Марина.
- 1990 — видеозапись Мариинского (Кировского) театра, режиссёры Андрей Тарковский, Хамфри Бертон[англ.]. Дирижёр — Валерий Гергиев.  Полная версия оперы 1872 года.
- 2004 — Борис Годунов (США) Режиссёр Хави Бове.
- 2007 — видеозапись Большого театра; режиссёр Александр Сокуров — см. раздел: Видеозаписи.
- 2012 — видеозапись Мариинского театра; режиссёр Андрей Тарковский. Дирижёр — Валерий Гергиев. Первая версия оперы 1869 года.

## Оценка произведения автором
Именно после завершения работы над «Борисом Годуновым» Пушкин писал Петру Вяземскому около 7 ноября 1825 года, из Михайловского в Москву: «Трагедия моя кончена; я перечёл её вслух, один, и бил в ладоши и кричал, ай да Пушкин, ай да сукин сын!».

## Критика
В мае 1831 года была опубликована анонимная брошюра «О Борисе Годунове, сочинении Александра Пушкина» с подзаголовком «Разговор помещика, проезжающего из Москвы через уездный городок, и вольнопрактикующего в оном учителя Российской Словесности». Это была первая книга (отдельное издание, а не статья) о творчестве Пушкина. В ней произведение Пушкина критиковалось неправдоподобие характеров, жанровую неопределенность, отсутствие четкой структуры, исторические неточности и разнообразные стилистические изъяны. Также в ней содержались намеки на политическую неблагонадежность Пушкина и его непочтительное отношение к монархическим идеалам. Литературовед М. Гронас предположил, что автором этой брошюры был Ф. Булгарин.

Единственное полное драматическое произведение Пушкина, «Борис Годунов», в сущности, вовсе не есть драма, а представляет собой только ряд внешним образом связанных между собою сцен. Но зато эти отдельные сцены отличаются удивительной художественностью (Катков, М.Н.)